# Particularismo
El término particularismo es un concepto historiográfico que se aplica a la historia de Europa Occidental, para definir la defensa de una particularidad o condición particular, especialmente las particularidades religiosas, estamentales y locales frente a la tendencia unificadora, centralizadora y absolutista de la monarquía autoritaria del Antiguo Régimen; que se expresaban en todo tipo de ámbitos y cuestiones: forales, consuetudinarias (usos y costumbres, derecho consuetudinario, usatges), económicas (fiscales, monetarias, metrológicas), culturales (lingüísticas) e incluso protocolarias y simbólicas.

## Particularismo en la historia de Francia
La historia de Francia, desde el punto de vista de la historiografía tradicional, fue concebida como la de una construcción nacional, que no se perfeccionó hasta la Revolución francesa; por lo que cualquier hecho, proceso o agente histórico que aparentemente actuara en su contra, se tendía a presentar como retrógrado. Cualquier particularismo local o estamental adquiría esa connotación, especialmente en el contexto revolucionario, como la Guerra de la Vendée o la Chouanerie; pero también movimientos populares medievales o del Antiguo Régimen, como las jacqueries, o de múltiples componentes como las guerras de religión o la Fronda.

## Particularismo en la historia de España
... conosciendo que cada Reyno tiene sus Leyes e usos e costumbres e se govierna mejor por sus naturales
Isabel la Católica, Testamento, 12 de octubre de 1504.

En la historia de España el particularismo (local, religioso y estamental) ha sido una constante desde, al menos, la Edad Media: con ese término se han interpretado hechos como la sublevación de Hermenegildo en la Bética contra su padre, el rey Leovigildo (siglo VI), las independencias de los territorios pirenaicos frente al Imperio carolingio (reino de Navarra, reino de Aragón, condados catalanes -siglo IX-) las sublevaciones de bereberes y muladíes frente al emirato de Córdoba (siglos IX y X), la independencia del Condado de Castilla frente al reino de León (quemando ejemplares del Fuero Juzgo para imponer las sentencias consuetudinarias de los jueces de Castilla -siglo X-), la división del Califato de Córdoba en reinos de taifas (siglo XI), las sucesivas revueltas mudéjares (siglos XIII al XVI), la guerra de las Comunidades y las Germanías frente a Carlos V (Castilla y Valencia, 1520), la revuelta de Antonio Pérez (Aragón, 1590) las sublevaciones durante la crisis de 1640 (Cataluña, Portugal y movimientos menores en Andalucía y Aragón), la prolongación de la Guerra de Sucesión Española en la Corona de Aragón (hasta 1715), la eficaz resistencia de nobleza y clero a la política ilustrada durante el siglo XVIII (dilaciones de las medidas regalistas, del Catastro de Ensenada y de la Ley Agraria, y especialmente el Motín de Esquilache), la diferente implantación del carlismo a lo largo del siglo XIX, el surgimiento de los nacionalismos periféricos a finales de ese siglo XIX durante los primeros movimientos anticentralistas volvió a surgir el particularismo catalán y durante el siglo XX, o la diferente implantación de las autonomías desde la Transición Española hasta la actualidad.